# Knud Kohr
Knud Kohr (* 1966 in Cuxhaven) ist ein deutscher Schriftsteller und Drehbuchautor.

## Leben
Kohr zog 1985 nach Berlin, wo er Politikwissenschaft und Volkswirtschaftslehre studierte. Von 1994 bis 1996 arbeitete er als Redakteur. Anfang der Neunzigerjahre war Kohr Mitinhaber eines Kleinverlages und gehörte zur Berliner Autorengruppe „Das Labor“. Seit 1997 schreibt er als freier Autor Prosa, Drehbücher und Reisereportagen.

## Werke

### Bücher
- Die Beichte des pflichtversicherten Bohemiens. Das Labor, Berlin 1992.
- Imbiss der Woche. Kolumnen und Reportagen. Verlag 8. Mai, Berlin 1996.
- Kampftage. Die Geschichte des deutschen Berufsboxens (gemeinsam mit Martin Krauß).  Verlag Die Werkstatt, Göttingen 2000.
- Die enge Welt. Verbrecher Verlag, Berlin 2006. ISBN 978-3-935843-57-7
- In Cuxhaven. Verbrecher Verlag, Berlin 2009 (Roman). ISBN 978-3-940426-35-2
- 500 Meter. Trotz Multipler Sklerose um die Welt. Rütten & Loening, Berlin 2010.
- „Die drei Musketiere“ (basierend auf dem Drehbuch von Alex Litvak und Andrew Davies) Autor: Knud Kohr. Rütten und Loening, 2011 ISBN 978-3-7466-2742-7
- Helden wie ihr. Verbrecher Verlag, Berlin 2013. ISBN 978-3-943167-20-7
- Scooterman – schwer behindert, schwer zu stoppen. Lappan März 2015. 96 Seiten. Mit Illustrationen von Phil Hubbe und einem Vorwort von Michael Ringel. ISBN 978-3-8303-3385-2

### Drehbücher
- Wilde Jungs (gemeinsam mit Martin Dolejs). Phoenix Film für Pro7, 2003.
- Soko Köln. Diverse Folgen. Network Movie für ZDF, 2004–2005.
- Der Letzte macht das Licht aus (gemeinsam mit Clemens Schönborn). Kaminski.Stiehm.Film für ZDF. Kinopremiere 24. Januar 2008.